# سزار وو
وو شی‌زه (چینی ساده: 吴希泽; پین‌یین: Wú Xī Zé؛ زادهٔ ۱۹ اکتبر ۱۹۹۶)، همچنین با نام سزار وو (به انگلیسی: Caesar Wu) نیز شناخته می‌شود، بازیگر و مدل اهل چین است. او از سال ۲۰۱۷ میلادی تاکنون مشغول فعالیت بوده‌است.

## اوایل زندگی
سزار وو زادهٔ ۱۹ اکتبر ۱۹۹۶ در شنژن، گوانگ‌دونگ، چین است.